# 自動車ショー歌
『自動車ショー歌』（じどうしゃショーか）は、1964年（昭和39年）に発表された小林旭の楽曲。1965年（昭和40年）製作の映画『投げたダイスが明日を呼ぶ』の挿入歌として使用された。歌詞中に駄洒落的に自動車の車種・メーカー名を盛り込んだ楽曲である。オリジナル盤のシングルB面には「ほらふきマドロス」を収録する。
1965年5月時点で60万枚を売り上げている。

## 収録曲
1964年盤（規格品番：CW-170）
1. 自動車ショー歌（2分40秒）
作詞：星野哲郎、作曲：叶弦大、編曲：重松岩雄、演奏：宮間利之とニューハード・オーケストラ
2. ほらふきマドロス（2分56秒）
作詞：南沢純三、作曲：叶弦大、編曲：重松岩雄、演奏：宮間利之とニューハード・オーケストラ

1972年盤（ベスト・カップル・シリーズ、規格品番：CW-5015）
1. 自動車ショー歌（2分40秒）
作詞：星野哲郎、作曲：叶弦大、編曲：重松岩雄、演奏：宮間利之とニューハード
2. グングン節（3分18秒）
作者不詳、補作詞：星野哲郎、採譜・編曲：叶弦大、演奏：クラウン・オーケストラ

## 登場車種・メーカー
- 1番：（トヨ）ペット → ニッサン → パッカード → シボレー → クラウン → ジャガー → フォード → シトロエン（後にコロナに変更）
- 2番：ビュイック → タウナス → デボネア → マーキュリー → ルノー → オペル → コルト
- 3番：ブルーバード → ミンクス → キャロル → ダットサン → コンテッサ → マツダ → オースチン
- 4番：ベンツ → グロリア → ベレット → ヒルマン → クライスラー → リンカーン → ワーゲン → セドリック

## エピソード
- 下記の経緯からNHK、民放連双方で放送禁止処分を受けた（後に解除）。[要出典]
  - オリジナル歌詞の1番に存在した「ここらで一発シトロエン」のフレーズが、1959年に日本民間放送連盟により定められた要注意歌謡曲指定制度基準に抵触し、放送禁止処分を受けたため、ほどなく「ここらで止めてもいいコロナ」に変更して吹き込み直し再発売された。[要出典]

このため反体制イメージが学生運動家の間で定着し、アングラ・フォークの1曲として集会で合唱されることもあった。[要出典]

  - 会社名や商品名を連呼することから、NHKでも放送される機会は長らくなかった。1993年5月17日放送の『ふたりのビッグショー』に小林が出演した際、本曲をフルコーラス歌った。同番組では原則として歌唱される楽曲の歌詞を字幕スーパーで表示していたが、このときは歌詞字幕を表示しなかった。近年はNHKでも内規が緩和されたことから、2007年3月5日のNHK-FM『ミュージックプラザ』第2部ポップスの『小林旭特集』でフルコーラス放送されたほか、同年の『BSふれあいステージ』、2010年6月の『渋谷らいぶステージ』（BS2、BSハイビジョン、NHKワールドプレミアム）でも本曲を歌い、このときは歌詞字幕を通常表示した。[要出典]

## 本楽曲が登場する作品
- 『水曜どうでしょう』（北海道テレビ）の「対決列島 西日本編」のエンディングテーマに用いられた。出演者の大泉洋が山陽道のパーキングエリアで『小林旭ベストヒット全曲集2』のカセットテープを購入し、車内のBGMに流し好評だったため。番組内で使用されたのはアップテンポなアレンジのソニー時代の楽曲である。このことがきっかけとなり、後に大泉が主役を演じた映画『茄子 アンダルシアの夏』の主題歌として「自転車ショー歌」が使用された（#リメイクを参照）。
- 車を題材にした『激走戦隊カーレンジャー』2話で、自動車会社社長役のエド山口が本曲を歌うシーンがある。

## カバー
- 2008年、たかはし智秋・今井麻美がラジオ大阪『THE IDOLM@STER RADIO』の1コーナー「歌姫楽園selection」にてカバーし、2008年6月発売のアルバム『THE IDOLM@STER RADIO COLORFUL MEMORIES』にも収録された。

## リメイク・替え歌
- 1977年11月25日、所ジョージがタバコを主題にした「タバコショウカ」をEPシングル『ムーン・ナイト・セレナーデ』のB面曲として発売した。楽曲自体は全くのオリジナル。同年12月には『現金に手を出せ!!』というLPアルバムにも収録された。
- 1982年10月21日、陣内孝則が歌詞を変更した「陣内の自動車ショー歌」をEPシングルとして発売した。陣内のソロデビューシングルとされている。同年11月には『旋風児』というLPアルバムにも収録された。
- 1983年、徳久広司が野球選手版「自動車ショー歌」として[2]「恋のベースボール」を発売した[3]。楽曲自体は全くのオリジナル。
- 1988年、コロッケがシングル『故郷』のカップリング曲として「新自動車唱歌」（全て漢字、歌詞を変更）を発売した。
- 1998年、嘉門達夫（嘉門タツオ）がサッカーを主題にした自動車ショー歌風の楽曲「ワールドカップだぜぃ!」を発売した[4]。楽曲自体は全くのオリジナル。
- 2002年、横浜銀蝿がシングル曲として「平成自動車SHOW歌」を発売[5]。楽曲自体は全くのオリジナル。
- 2003年公開のアニメーション映画『茄子 アンダルシアの夏』、2007年のOVA続編『茄子 スーツケースの渡り鳥』では「自転車ショー歌」なる改作がテーマソングに用いられた。編曲と歌唱は忌野清志郎が手掛けている。歌詞は星野哲郎が新規に書き下ろした。
- 2005年、アサヒビールのカクテルパートナーのCMで、小林旭本人が替え歌「カクパーショー歌」を歌った[6]。

### DOGGY BAG「新・自動車ショー歌」
- 2003年、DOGGY BAGがリメイク曲として「新・自動車ショー歌」（たきのえいじ作詞、浜圭介作曲）を発売[7]。曲調は一新され、曲中にラップも採り入れられた。

#### 登場車種・メーカー
- 1番：シビック → フォード → サムスン → マーチ → キャロル
- 2番：ニッサン → クライスラー → サーブ → ワーゲン → ボルボ → ギャラン
- ラップ部分：マツダ → レガシィ → エスカレード → ベンツ → サンタナ → ゴルフ → セリカ → カマロ → ローバー → ファミリア → ポルシェ
- 3番：ジャガー → ホンダ → フェアレディ → ベントレー → エステマ → パジェロ
- 4番：マーチン → プジョー → カローラ → シトロエン → セブン（オースチン・セブン、ロータス・セブン、マツダ・RX-7、BMW・7シリーズ、トヨタ7のどれか？）

### Coba-U「Coba-UのDrive Heart」
2011年、自動車メーカー8社による共同事業「Drive Japan」の応援ソングとして、レゲエシンガーCoba-Uが「Coba-UのDrive Heart」という題でリメイクした。

#### 登場車種・メーカー
- 1番：マーチ → ステラ →  ミラ → ジムニー → シャレード → カローラ → アクセラ
- 2番：シビック → ヴィッツ → ラパン → インプレッサ → パジェロ→ ロードスター → デリカ → デミオ
- 3番：レガシィ → フィット → フリード → タント → オデッセイ → プリウス → ムーヴ
- 4番：ランドクルーザー → ウィッシュ → ジューク → アルト → フェアレディ → セレナ → ミラージュ